# Консольна балка

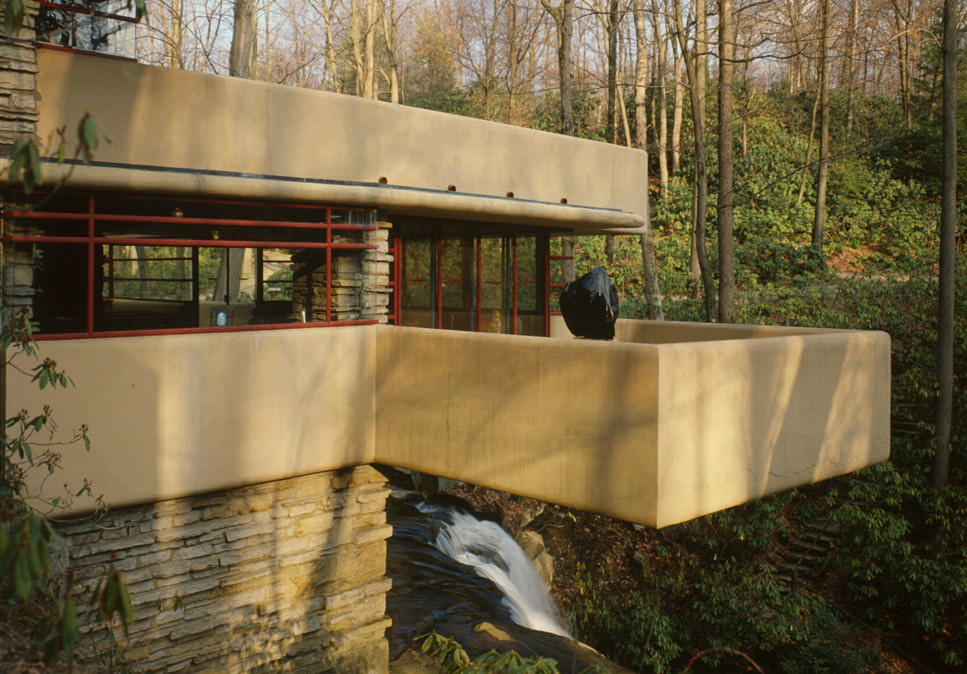
Балкон будівлі з точки зору будівельної механіки може розглядатись як консольна балка

Консо́льна ба́лка або консо́ль (англ. cantilever) — балка, яка утримується в статичному положенні за допомогою лише однієї опори — жорсткого затиснення (защемлення) або частина балки іншого типу, що звисає за опори.

## Загальна характеристика

Умовне зображення консольної балки на розрахункових схемах

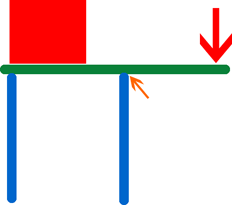
Консольною балкою є частина балки, що звисає за опору

Консольні балки завжди є статично визначуваними.
У місці затиснення в консольних балках залежно від способу та схеми навантаження можуть виникати опорні сили реакції R та згинальні моменти M.
При цьому, на відміну від балок на двох опорах, для побудови епюр поперечних сил та згинальних моментів у перерізах консольної балки розрахунок опорних реакцій не є обов'язковим, тому що для довільного перетину можна обрати для розгляду частину балки, де прикладені лише відомі зовнішні зусилля.
Додавання до консольної балки будь-якої опори робить її статично невизначуваною.

## Види розрахунків
Розрахунок консольних балок, зазвичай, зводиться до вирішення однієї з таких задач:
- перевіряння балок на міцність або механічну жорсткість;
- проведення підбору розмірів поперечного перерізу балки;
- визначення вантажопідйомності балки.

Розрахунок виконується у такій послідовності:
1. Визначаються реакції в опорі.
2. Будуються епюри внутрішніх поперечних сил та згинальних моментів.
3. Визначається небезпечний переріз балки.

Після цього проводиться її остаточний розрахунок у небезпечному перерізі.

## Використання
Система конструкцій у будівельній механіці, основними елементами якої є консольні балки, носить назву консольна система. За розрахунковою схемою розрізняють консольні системи консольно-балкові (наприклад, консольні та консольно-шарнірні балки, консольно-балкові ферми) та консольно-аркові (консольно-шарнірні арки, консольно-аркові ферми).
Консольні системи бувають одно- і багатопрогонові (з шарнірним з'єднанням частин системи). Найефективнішими є багатопрогонові консольно-балкові системи, що відрізняються від балкових систем такої ж довжині меншою масою.